# Kawazu
Kawazu (河津町 Kawazu-chō?) es un pueblo en la prefectura de Shizuoka, Japón, localizado en el centro-este de la isla de Honshū, en la región de Chūbu. Tenía una población estimada de 6684 habitantes el 1 de marzo de 2021 y una densidad de población de 66 personas por km².

## Geografía
Kawazu ocupa una parte de la costa este de la península de Izu, frente a la bahía de Sagami y el océano Pacífico. Limita al oeste con las montañas de Amagi. La ciudad tiene un clima oceánico templado caracterizado por veranos calurosos e inviernos cortos y fríos, con el clima moderado por los efectos de la cálida corriente de Kuroshio en alta mar. Partes de la ciudad están dentro de los límites del parque nacional Fuji-Hakone-Izu. El área se caracteriza por una gran cantidad de aguas termales. Limita con las ciudades de Shimoda e Itō y con los pueblos de Nishiizu, Matsuzaki y Higashiizu.

## Historia
Durante el período Edo, el área alrededor de Kawazu era territorio controlado directamente por el shogunato Tokugawa o varios hatamoto. Con el establecimiento del sistema de municipios modernos en 1889, se creó la villa de Kawazu, junto con Kamikawazu y Shimokawazu, mediante la fusión de 15 pequeñas aldeas en el distrito de Kamo. El pueblo de Kawazu fue creado mediante la fusión de las villas de Kamikazu y Shimokawazu en septiembre de 1958.
El 31 de marzo de 2010, la ciudad de Shimoda y tres municipios en el distrito de Kamo (Kawazu, Matsuzaki y Minamiizu) estaban programados para fusionarse. Sin embargo, la fusión se canceló.

## Economía
La economía local se basa en la agricultura y el turismo centrado en los centros turísticos de aguas termales (onsen).

## Demografía
Según los datos del censo japonés la población de Kawazu ha disminuido lentamente en los últimos 50 años.
| Gráfica de evolución demográfica de Kawazu entre 1940 y 2015 |
|                                                              |
| Oficina de Estadística de Japón                              |